# Iona
Iona (tiếng Gael Scotland: Ì Chaluim Chille, nghĩa là "Iona của (thánh) Côlumba) là một đảo nhỏ trong quần đảo Nội Hebrides, đối diện với bán đảo Ross of Mull của đảo Mull thuộc vùng biển phía tây Scotland. Đây từng là một trung tâm tu trì Gael trong bốn thế kỷ và ngày nay được biết đến với sự tĩnh lặng và vẻ đẹp tự nhiên. Iona là một điểm đến du lịch nổi tiếng và là một nơi tĩnh tâm.

## Hình ảnh

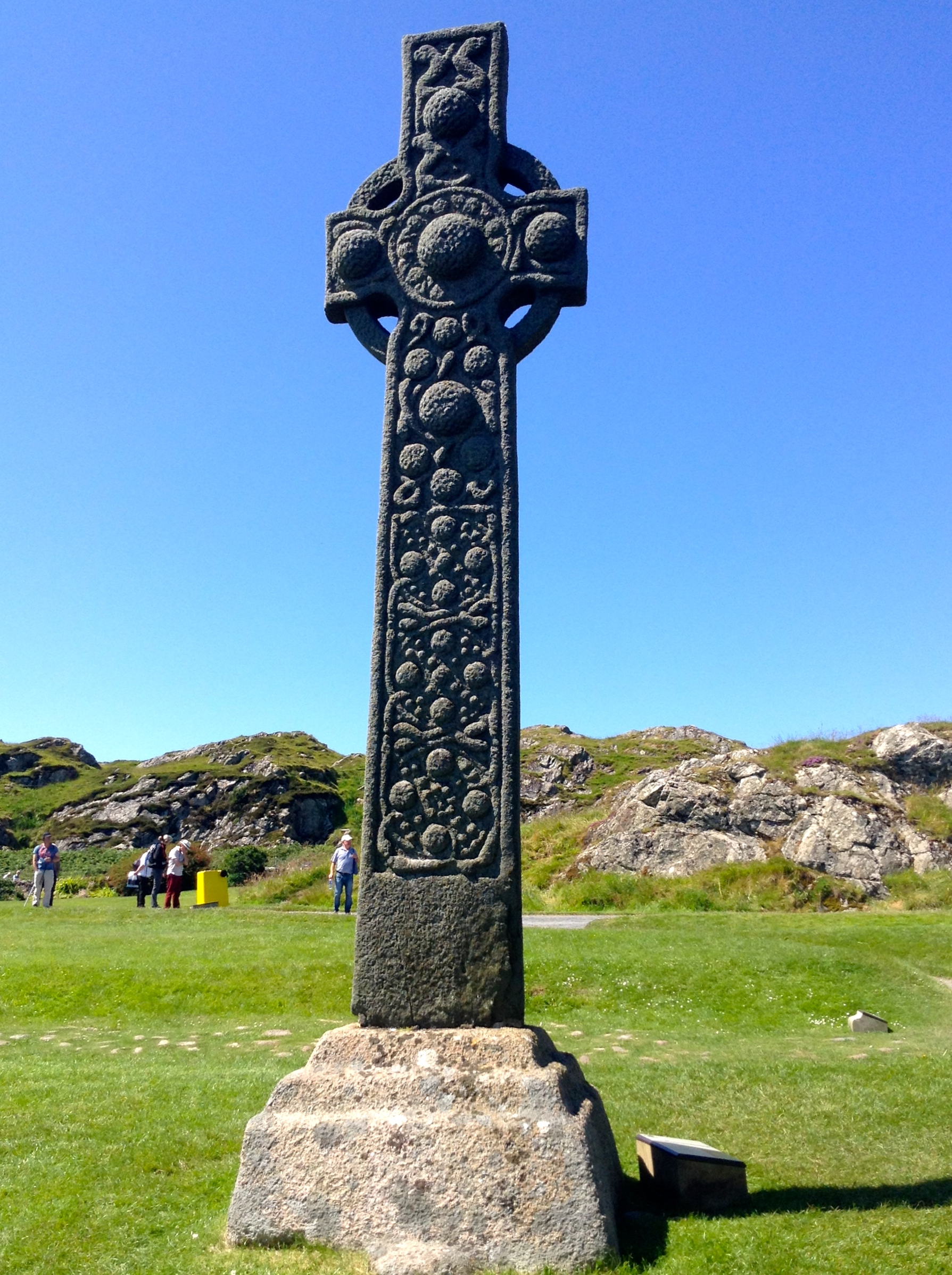
Thánh giá St Martin (thế kỷ 9)
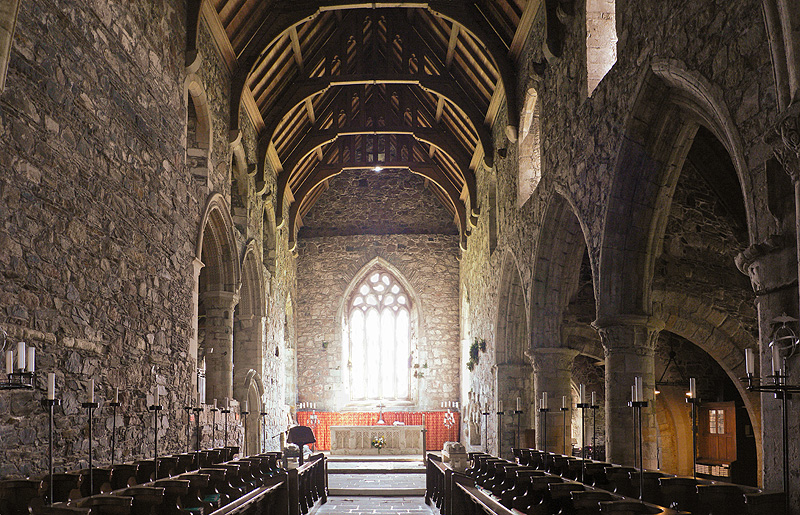
Nhà thờ của tu viện Iona
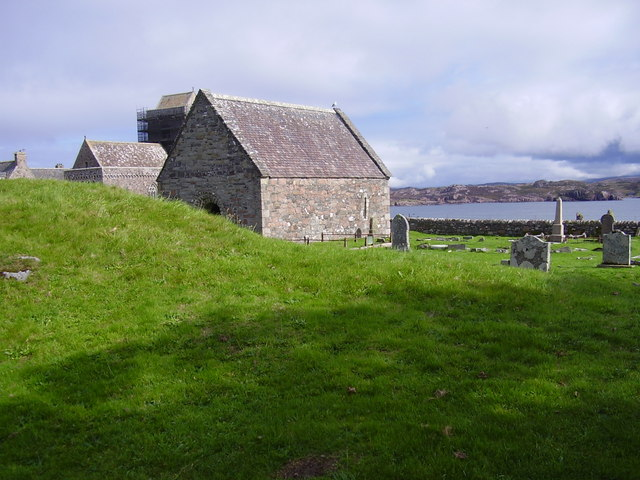
Nhà nguyện và nghĩa trang các vị vua
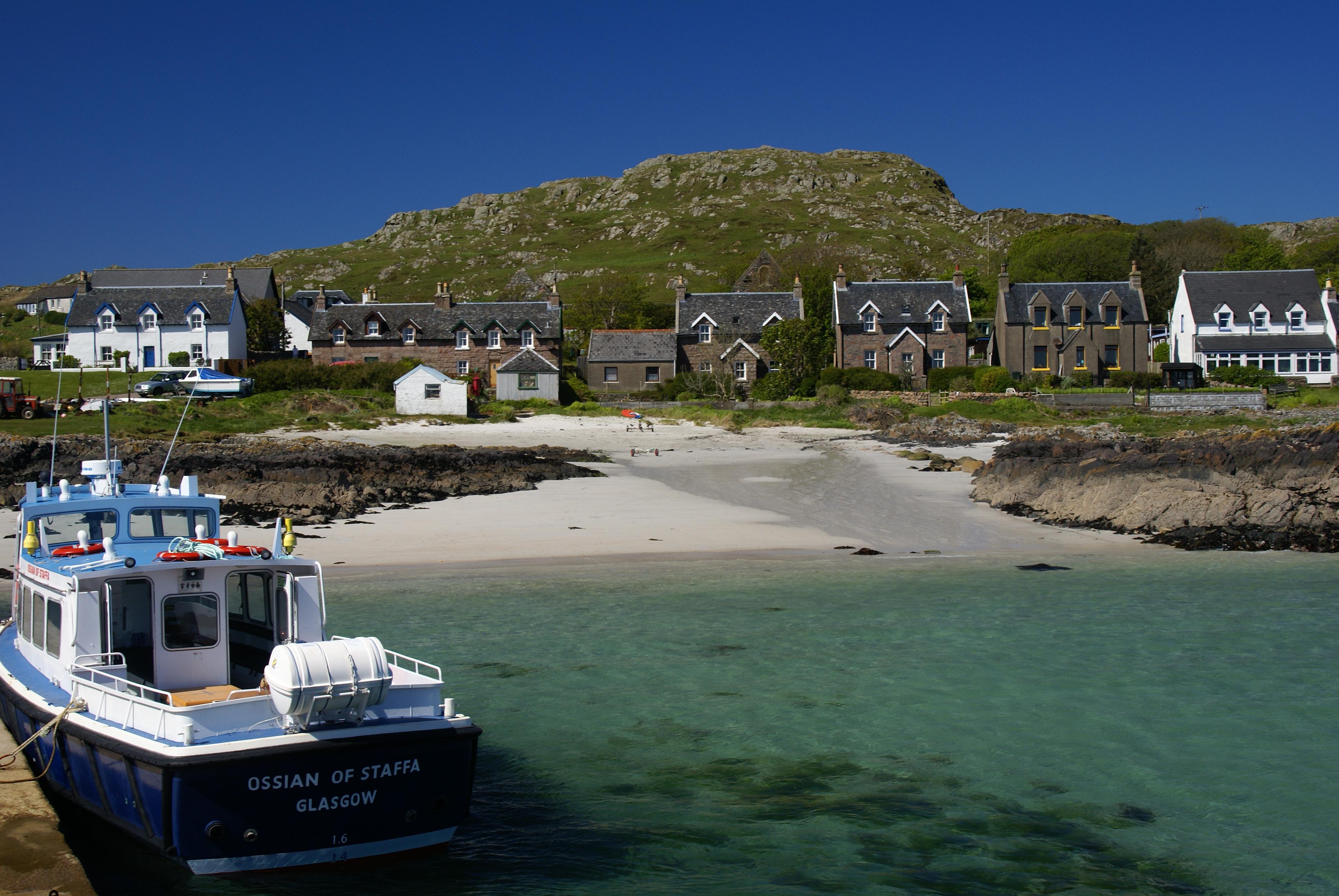
Jetty at Baile Mòr
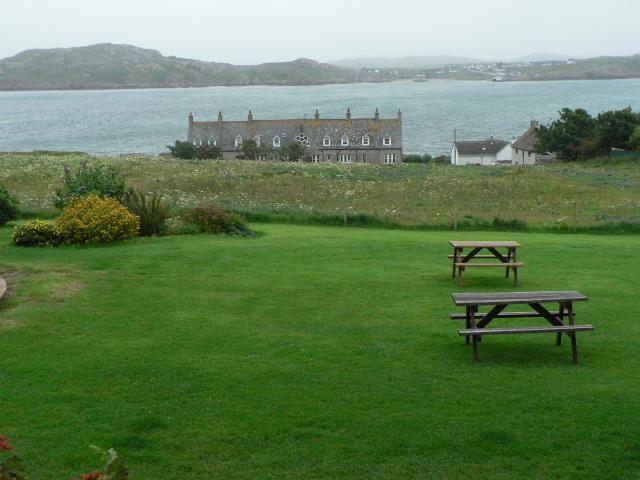
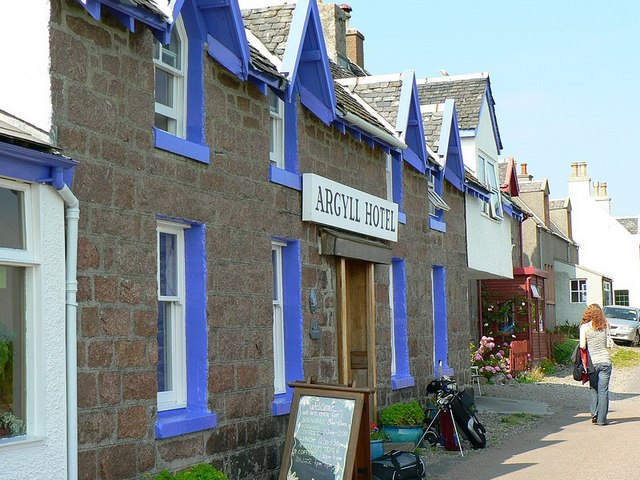